# Вурманкаси (Ільїнське сільське поселення)
Вурманка́си (рос. Вурманкасы, чув. Вăрманкасси) — присілок у Чувашії Російської Федерації, у складі Ільїнського сільського поселення Моргауського району.
Населення — 100 осіб (2010; 118 в 2002, 190 в 1979; 350 в 1939, 326 в 1926, 314 в 1906, 237 1858). Національний склад — чуваші, росіяни.

## Історія
Історична назва — Вурманкас-Шешкари (1917–1920 роки). Утворився як околоток присілку Малі Шешкари (нині не існує). До 1866 року селяни мали статус державних, займались землеробством, тваринництвом, рибальством. 1910 року відкрито земську школу. 1930 року утворено колгосп «Волга». До 1920 року присілок перебував у складі Татаркасинської волості Козьмодемьянського, до 1927 року — у складі Чебоксарського повіту. 1927 року присілок переданий до складу Татаркасинського району, 1939 року — до складу Сундирського, 1962 року — до складу Чебоксарського, 1964 року — до складу Моргауського району.

## Господарство
У присілку діють школа та дитячий садок, фельдшерсько-акушерський пункт, клуб, бібліотека, стадіон та магазин.